# USV Rudersdorf
Der Union Sport Verein „Sattler“ Rudersdorf (kurz: USV Rudersdorf) ist ein österreichischer Fußballverein, welcher zurzeit im Burgenland in der Landesliga, der vierthöchsten Spielklasse, vertreten ist. Der Fußballverein aus dem Südburgenland wurde im Jahr 1928 in Rudersdorf gegründet und gewann in den Saisonen 1975/1976 und 1976/1977 den Burgenländischen Fußball-Cup. Der Verein spielte 30 Jahre in der Landesliga und 5 Jahre in der Regionalliga Ost.
Der Verein trägt die Farben Rot und Weiß.

## Legendäre Spiele des USV Rudersdorf
Nach dem Titel 1975/1976 siegte der Verein in der 1. Runde des ÖFB-Cups im Heimspiel gegen den SV Schwechat mit 3:0 (Torschützen 2× Peischl, 1× Tauss). In der 2. Runde spielte man gegen den „österreichischen Rekordmeister“ SK Rapid Wien auf der alten Anlage in Rudersdorf und konnte 4000 Zuschauer auf dem heimischen Platz verzeichnen. Rapid gewann dieses Spiel mit 5:1. Der einzige Torschütze für den USV war Franz Eduard Tauss. Das Spiel wurde im Abendsport des Fernsehens gezeigt und erzielte einen Zuschauerrekord für Rudersdorf, sowie auch für die damalige Burgenlandliga, in welcher der USV etwa 30 Jahre lang spielte.
In der Saison 1976/1977 gewann der USV Rudersdorf erneut den Burgenland-Cup und man spielte die 1. Runde wieder Zuhause. Gegen den SC Pinkafeld gewann man mit 3:1, schied jedoch in der 2. Runde gegen den Bundesliga-Verein FK Austria Wien mit 4:1 aus. Rudersdorfs Torschütze war Peter Svetits. 2500 Besucher verfolgten dieses Spiel am Rudersdorfer Sportplatz.

## Wiederaufstieg 2011 und aktuelle Tabellenplatzierung des Vereins
In der Saison 2010/11 stieg der Verein von der 2. Liga Süd in die 1. Klasse Süd B ab. Ein Jahr später erfolgte der Wiederaufstieg in die 2. Liga Süd. Die Saison 2012/13 beendete der Verein auf dem 6. Platz.
Nach einem 6. Platz ein Jahr später, schloss der USV Rudersdorf die Saison 2014/15 mit dem 8. Saisonplatz ab und man qualifizierte sich noch für den Burgenland-Cup. In dieser Saison erreichte der südburgenländische Fußballverein aber in der Heimtabelle von 17 Mannschaften den 2. Platz. Derzeit (2015/16) setzt der USV erneut auf sehr viele junge Spieler. Diese stehen beim USV Rudersdorf regelmäßig am Platz oder sind zumindest im Kader der Kampfmannschaft.

## Sportanlage in Rudersdorf
Die Sportanlage in Rudersdorf ist die aktuelle Heimstätte des USV „Sattler“ Rudersdorf. Dort trägt der Südburgenländische Fußballverein seine Heimspiele aus. Seit dem Bau der neuen Tribüne im Jahr 1995 wird es auch das Oberst-Walter-Fritz Stadion genannt, da Walter Fritz die Tribüne erbaute.
Die lange Tribüne besitzt etwa 300 Sitzplätze und beherbergt die Hauptkantine, der gesamte Sportplatz hat ein Fassungsvermögen von bis zu 2000 Zuschauern. Es gibt zwei Spielfelder, wobei der „Alte Platz“ (oder auch „Trainingsplatz“) sich hinter der Tribüne befindet. Der „Neue Platz“ mit den Abmessungen von etwa 105 × 60 Meter besitzt seit Sommer 2021 ein kommissioniertes Flutlicht. Somit dürfen Meisterschaftsspiele auch abends durchgeführt werden. Weiters gibt es eine Anzeigetafel, gegenüber der Tribüne befindet sich das Kabinengebäude mit Waschräumen, Büro, WCs, Kantine und Club-Raum.

## Erfolge des USV Rudersdorf
Meistertitel des USV Rudersdorf:
- 1947/48 Meister der 2. Klasse B Süd
- 1949/50 Meister der 2. Klasse B Süd[8]
- 1958/59 Meister der 1. Klasse Süd[9]
- 1959/60 Meister der 1. Klasse B Süd[10]
- 1960/61 Meister der 1. Klasse B Süd[11]
- 1961/62 Meister der II. Liga Süd[12]
- 1969/70 Burgenländischer Landesmeister[13]
- 1977/78 Burgenländischer Landesmeister[14]
- 1984/85 Burgenländischer Landesmeister[15]
- 2007/08 Meister der 1. Klasse B Süd[16]
- 2021/22 Meister der II. Liga Süd[17]

Cup-Erfolge:
- 1975/76 Sieger des Burgenland Fußballcups
- 1976/77 Sieger des Burgenland Fußballcups
- 2015/16 Finalist des Burgenland Fußballcups[18]

## Österreichischer Fußball-Cup 2016/17
Nach knapp 40 Jahren hat sich der USV Sattler Rudersdorf wieder für den Österreichischen Fußball-Cup qualifiziert. Es ist die dritte Teilnahme des derzeitigen II. Liga Süd-Clubs. Das Recht zur erwarb der Verein über Burgenländischen Fußball-Cup. Der USV Rudersdorf verlor zwar das Endspiel gegen den SC-ESV Parndorf 1919 mit 0:3; da der SC-ESV Parndorf 1919 schon durch seine Platzierung in der Regionalliga Ost für den Österreichischen Fußball-Cup 2016/17 qualifiziert war, dürfen die Rudersdorfer als Finalist am ÖFB-Cup teilnehmen. In der ersten Runde traf die II. Liga Süd-Mannschaft am 17. Juli 2016 daheim auf den burgenländischen Bundesligisten SV Mattersburg. Dieses Spiel verloren die Südburgenländer vor knapp 1000 Zusehern mit 0:7. Die Tore und Highlights dieser Partie gab es anschließend auf ORF1 und SchauTV zu sehen.